# Ferrocarril de Sarrià a Barcelona

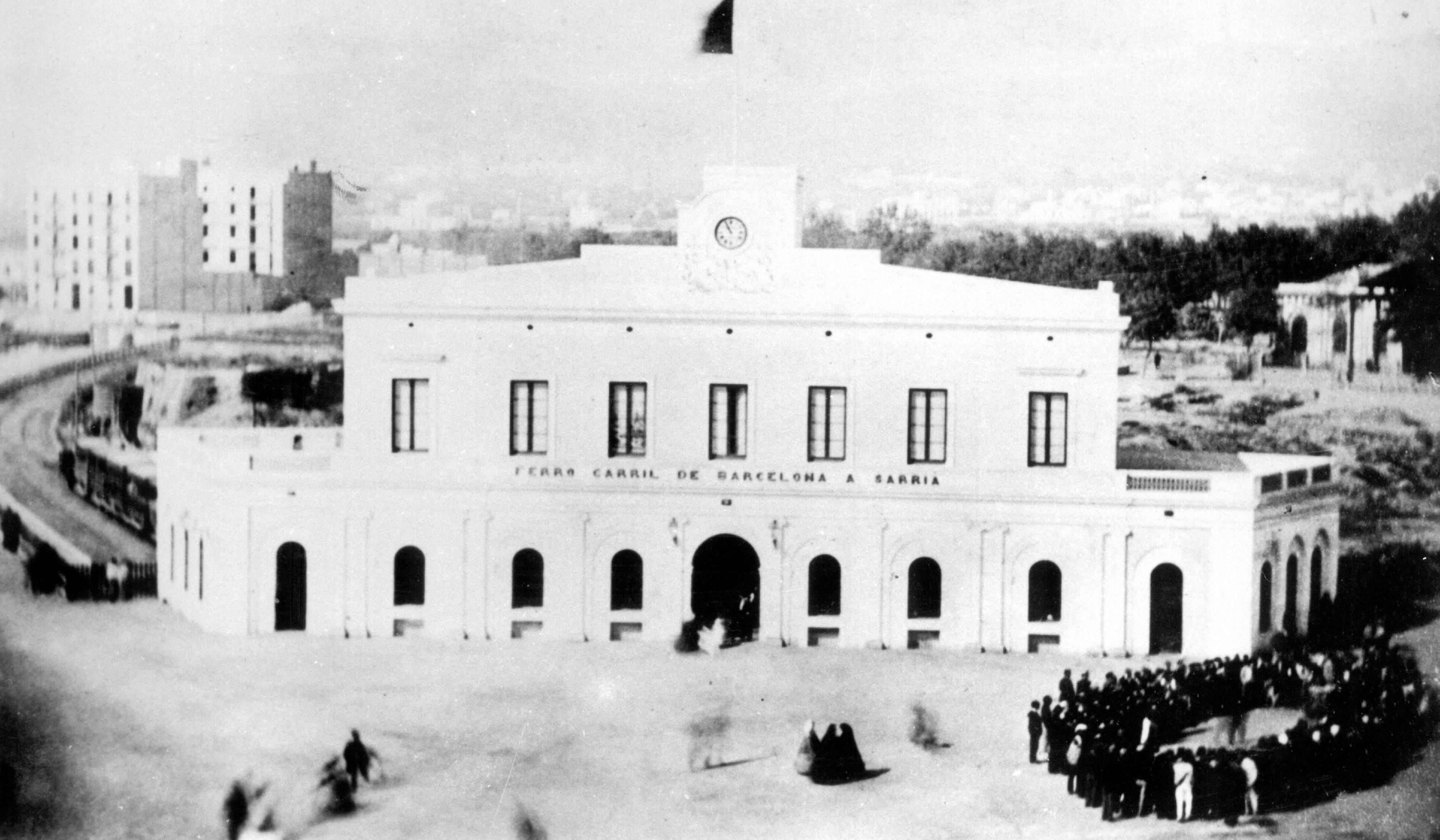
Estació terminal del Ferrocarril de Sarrià de Barcelona a la Plaça de Catalunya el 1865.

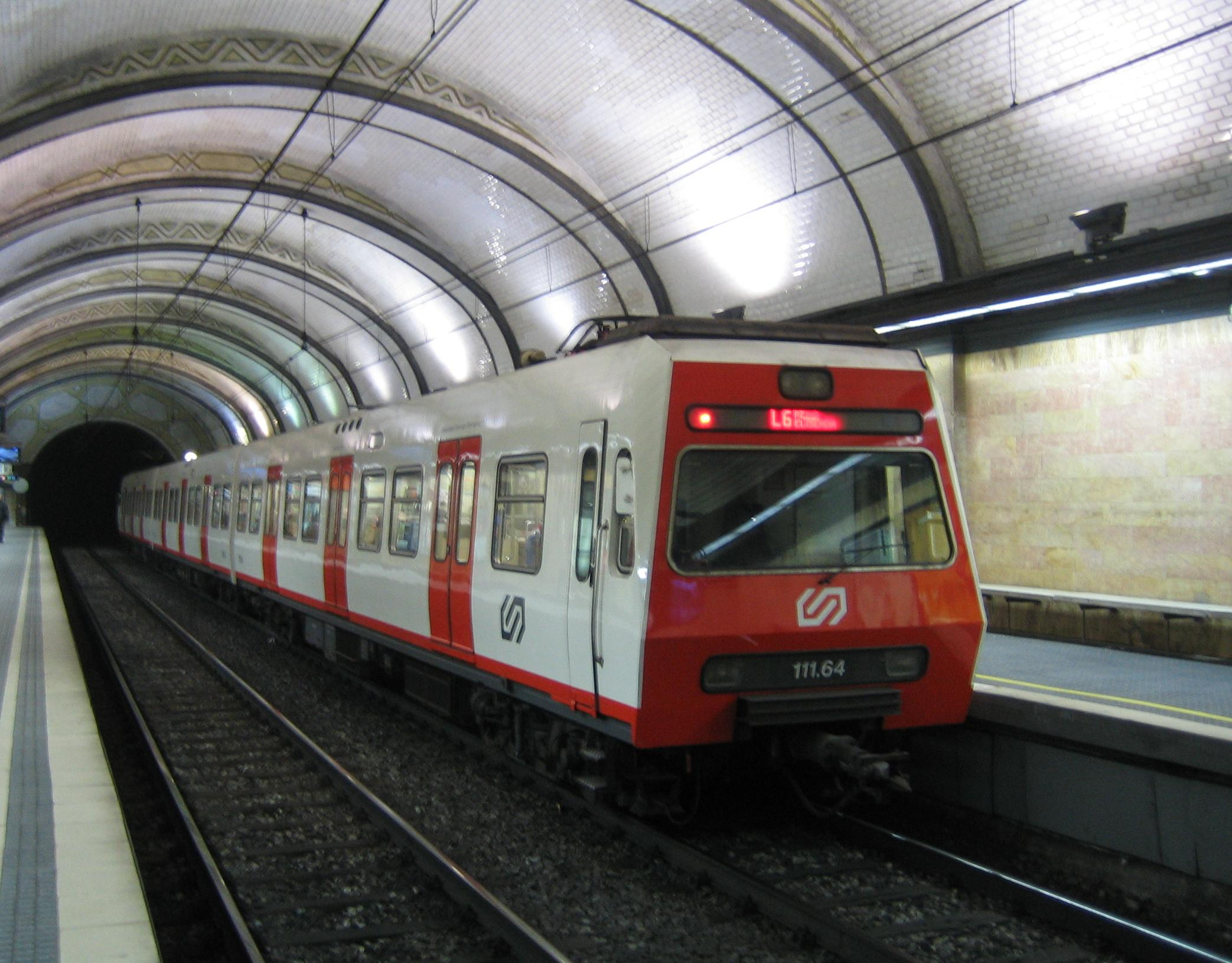
Estació de Provença

El Ferrocarril de Sarrià a Barcelona S.A. (FSB) va ser una empresa que, entre el 1874 i el 1977, va explotar el ferrocarril del mateix nom, conegut popularment com a tren de Sarrià. Aquest ferrocarril unia inicialment Barcelona amb l'antic municipi independent de Sarrià, que actualment forma part de la Línia Barcelona-Vallès de FGC.

## Història

### Cronologia
- 1863: La Companyia del Ferrocarril de Barcelona a Sarrià inaugura la línia amb tracció a vapor i amb ample ibèric per unir Barcelona amb l'antic municipi independent de Sarrià.
- 1874: Malgrat l'èxit de la línia, l'empresa acumula massa deutes i és absorbida per una nova societat anomenada Ferrocarril de Sarrià a Barcelona (FSB) S.A.[1]
- 1899: L'empresa és comprada per la Sociedad General de Tranvías Eléctricos en España, empresa constituïda a Bèlgica.
- 1905: S'electrifica i es canvia l'ample de la via a l'estàndard internacional (1435 mm).[2]
- 1911: L'empresa és adquirida per la Spanish Securities Company Limited, companyia del grup de la Barcelona Traction, Light and Power per poder possibilitar la construcció d'una línia de ferrocarril entre Barcelona i Sabadell i Terrassa.
- 1912: FSB i FCC, que explota el tram del Vallès, s'uneixen.
- 1929: S'inaugura el primer soterrament, fou el tram Plaça Catalunya a Muntaner.[1]
- 1954: Entra en servei el nou ramal Gràcia i Avinguda Tibidabo.
- 1976: Es perllonga la línia fins a Reina Elisenda.
- 1977: FSB i FCC deixen d'operar per problemes econòmics i passen a mans de Ferrocarrils de Via Estreta (FEVE).
- 1979: La línia passa a ser explotada directament per la Generalitat de Catalunya.
- 2001: Es produeix la integració tarifària a la primera corona de l'Àrea metropolitana de Barcelona i la línia de Reina Elisenda passa a anomenar-se Línia 6.